# یوشی
یوشی (انگلیسی: Yoshi) یک دایناسور خیالی دارای رفتارهای انسانی است (که گاهی اژدها نیز شناخته می‌شود) و در بازی‌های منتشر شده توسط نینتندو ظاهر می‌شود.